# О русском алфавите
«О ру́сском алфави́те» (рус. дореф. О русскомъ алфавитѣ) — филологический труд российского публициста Николая Засядко, опубликованный в 1871 году в Москве. Представляет собой научно-публицистический трактат на тему русской письменности. Содержит краткий очерк об истории развития кириллицы, критический анализ русского дореформенного алфавита, а также теоретическое обоснование его модернизации.
Замысел автора заключался в рациональном упрощении русской азбуки путём упразднения избыточных букв и графической унификации по образцу греко-латинской письменной традиции. Предложенный им проект сочетал сохранение основной структуры кириллического алфавита, его очищение от старославянской архаики с прагматичными заимствованиями из латиницы и оптимизацию начертаний букв в соответствии с полиграфическими требованиями того периода.
Идеи Засядко не получили поддержки со стороны его современников, а предложенный проект в целом так и не был осуществлён. Однако его труд стимулировал дискуссию о необходимости проведения орфографической реформы. В настоящее время проект Засядко представляет лишь исторический интерес и зачастую рассматривается как попытка частичной латинизации русской письменности.

## Предыстория
Русский язык уже много веков неразрывно связан с кириллицей. При этом попытки перевода русской азбуки на латинскую графику также имеют долгую историю. Движение за латинизацию русской письменности стало зарождаться ещё при Петре I — введённый им в начале XVIII века гражданский шрифт зачастую рассматривается как частичная латинизация старославянской кириллицы.
В попытках ввести в России латинизированную систему письма нашло своё отражение западничество — одно из направлений в русской общественно-политической мысли, зародившееся в 30—40-e годы XIX века, которому зачастую противопоставляют славянофильство. Спор между западниками и славянофилами отражает осмысление вопроса об исторической судьбе России, особенностях её культурно-цивилизационного развития в сопоставлении с опытом Европы и народов Востока. Западники ратовали за европеизацию России, преодоление культурно-исторической и политической отсталости по сравнению с западной цивилизацией.
Проекты латинизации русского письма предлагались и на протяжении XIX века, однако ни один из них так и не достиг успеха. Однако к 1870-м гг. дискуссии вокруг орфографических реформ обострились, усилилось противостояние сторонников и противников реформ письменности, вопрос о преодолении «алфавитной привычки» становился всё более актуальным. Несмотря на неудачи своих предшественников, в 1871 году публицист Николай Засядко выпустил свою монографию «О русском алфавите». В ней он изложил авторский взгляд на историю развития русской письменности, наиболее полно раскрыл вопрос привычности к кириллическому алфавиту, привёл подробную характеристику русского алфавита и высказал мнение о целесообразности его реформирования. Предложенный автором проект реформы не был латинизацией в широком смысле: Засядко выступал за более прагматичный подход, сочетавший в себе с одной стороны сохранение структуры исходной кириллицы, с другой — её модернизацию по образцу европейских алфавитов.

## Обоснование
Засядко занимал особую позицию в вопросах фонологии праславянского языка, существенно расходясь во мнении со своими современниками. В частности, он отрицал наличие в нём долгих и кратких гласных (в том числе редуцированных), а также закон открытого слога. Автор приводил альтернативное объяснение эволюции азбуки, и делая акцент на греко-славянских контактах. Засядко сознательно противопоставлял свою точку зрения лингвистической компаративистике, опираясь на письменные памятники, а не сравнительное языкознание. Такой подход, однако, логично укладывался в его реформаторскую программу — отрицание архаичных черт оправдывало модернизацию алфавита.

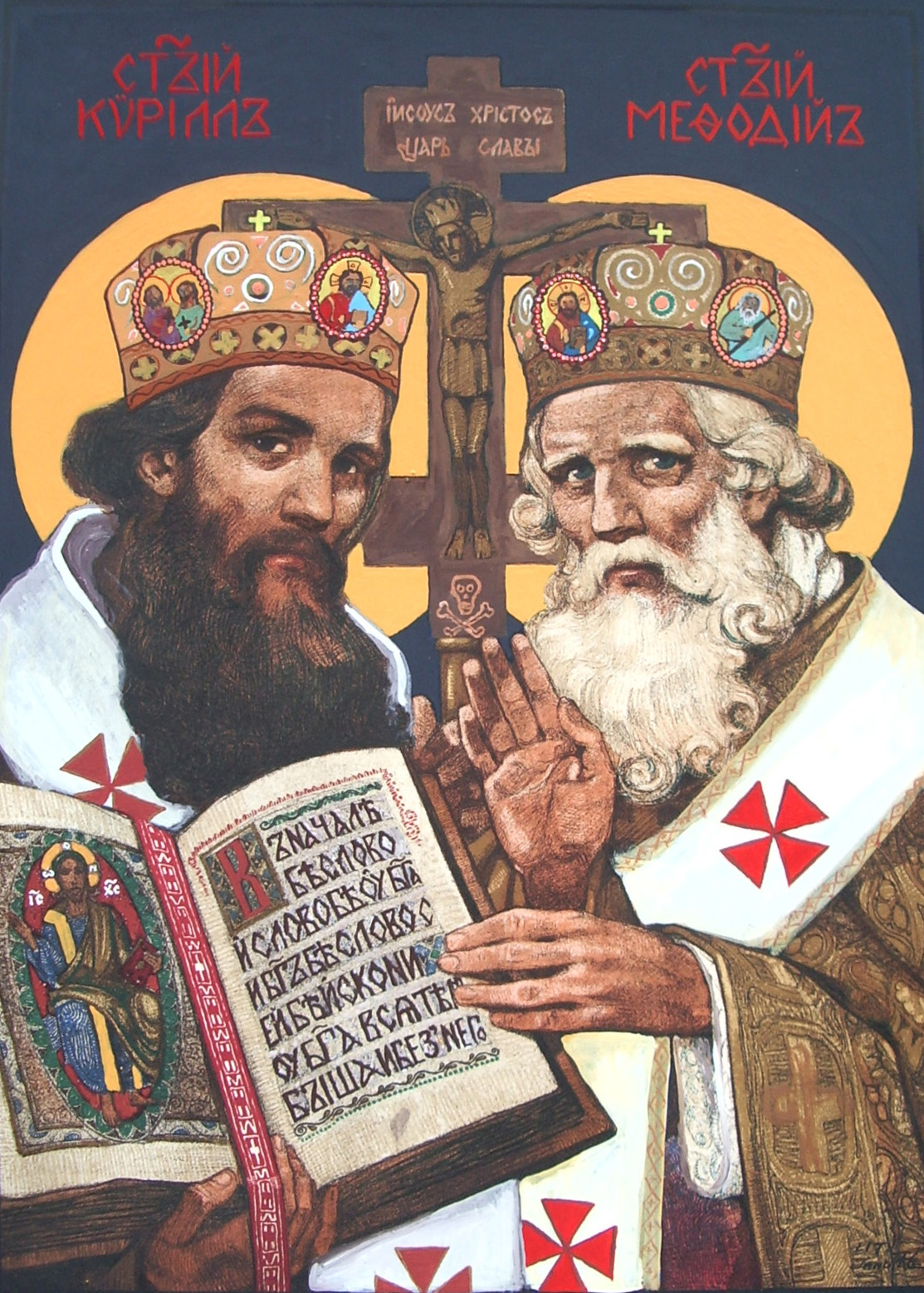
Кирилл и Мефодий.

При этом автор высоко оценивал заслуги просветителей Кирилла и Мефодия, положивших основу славянской письменности и литературы, и, тем не менее, счёл необходимым указать на ряд недостатков кириллической азбуки, накопившихся за тысячелетие её употребления. Засядко продвигал идею отказа от восприятия алфавита как традиции путём раскрытия своего рода «ошибок», допущенных составителями кириллицы: просветители по происхождению были греками и, несмотря на владение славянским языком, этот язык должен был оставаться для них «чуждым». Прислушиваясь к звукам русского языка, Кирилл и Мефодий отчетливо слышали все звуковые особенности, и они могли казаться им более важными, чем это было на самом деле. Следуя этой логике, не стоит придавать слишком большую ценность алфавиту, созданному иностранцами, в котором имелось слишком большое число букв — такой аргумент довольно часто встречается у сторонников латинизации русской письменности.

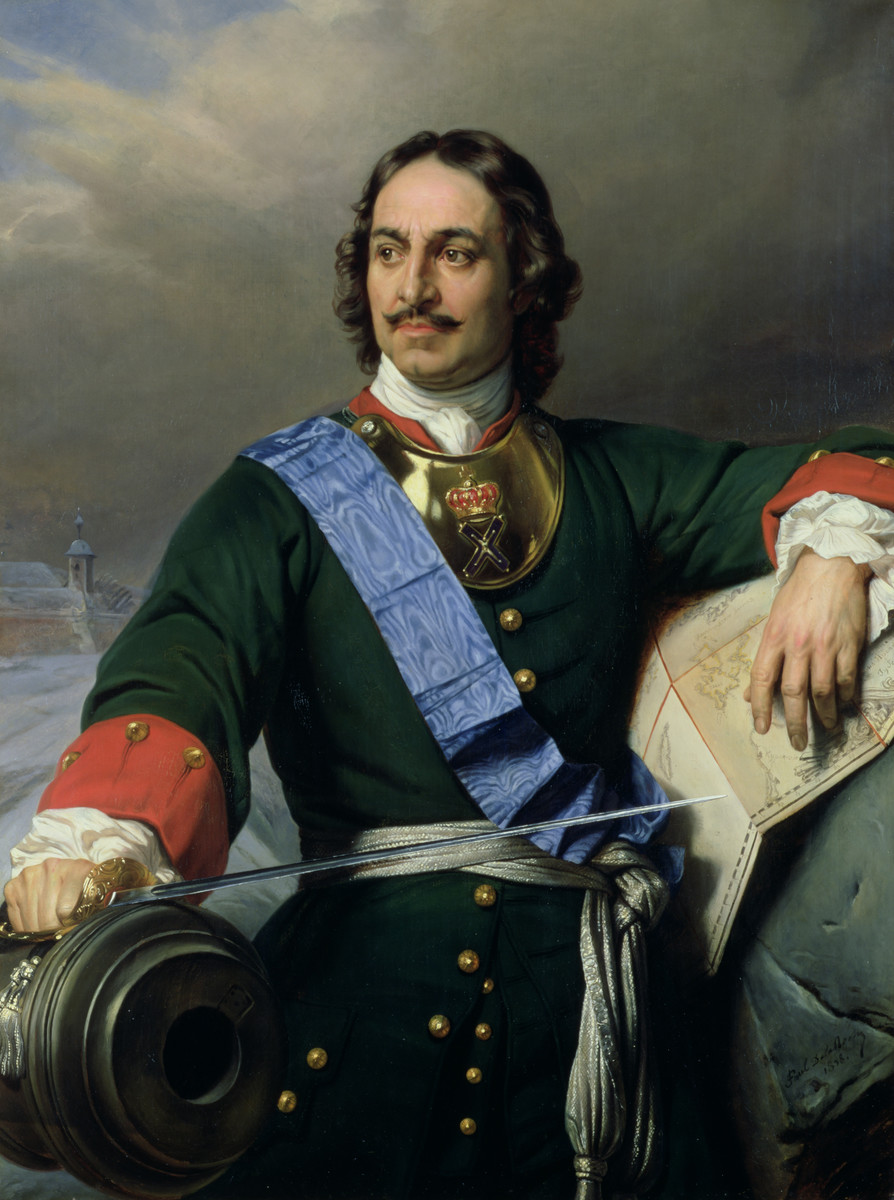
Пётр I — реформатор русского алфавита.

По мнению Засядко, кириллический алфавит со времён его изобретения претерпел лишь небольшое число улучшений, сохранив архаичные черты, унаследованные от греческого через старославянский, но не соответствующие русской фонетике. Привнесённые же в петровскую эпоху нововведения он находил слишком мягкими и непоследовательными, а сама реформа носила скорее косметический характер: изменения свелись к «несколько упрощенной и более однообразной форме» букв, но при этом не затронули их фонетическую избыточность. В азбуке всё ещё оставались дублетные буквы, а с добавлением новых букв, по мнению публициста, прибавились и новые недостатки:

Можно сказать, что наш алфавит в это время несколько ухудшился именно тем, что в него введён совершенно лишний и некрасивый знак — так называемое е оборотное, (э). Оборотное: е! Почему было не придумать оборотного: в?
Оригинальный текст (рус. дореф.)Можно сказать, что нашъ алфавитъ, въ это время, несколько ухудшился, именно темъ, что въ него введенъ, совершенно лишній и некрасивый знакъ, такъ называемое, е, оборотное, (э). Оборотное: е! Почему было не придумать оборотнаго: в?

Среди визуальных недостатков русского дореформенного алфавита Засядко выделял следующие:
- малое число отличий между формой прописных и строчных литер[19];
- несоответствие начертаний некоторых кириллических литер исходным греческим: Дд — Δδ (дельта), Зз — Ζζ (дзета), Ии — Ηη (эта), Лл — Λλ (лямбда), Нн — Νν (ню)[20];
- наличие литер, имеющих специфичное начертание (б, ж, ц, ч, ш, щ, ъ, ы, ь, ѣ, э, ю, я), зачастую выражающих звуки, которые есть в других языках[21];
- сходство начертаний ряда литер (и, н, п, ц, ч, л, г, і, а также ж, ш, щ, т, м) как в рукописном тексте, так и в печати[22];
- расхождения в начертаниях между печатной и курсивной формой некоторых литер: , , ;

Касательно внутренней структуры алфавита:
- наличие букв, выражающих одновременно два звука — йотированных гласных (е, и, ѣ, ю, я)[24];
- позиционный (слоговый) принцип чтения йотированных гласных после согласных, когда они смягчают предыдущий звук[25];
- выражение фонемы /o/ после мягкой согласной через ⟨е⟩[26][комм. 2];
- выражение фонемы /i/ после твёрдой согласной через особую букву — ⟨ы⟩ (Засядко предлагал вместо неё использовать i с грависом — ì)[27];
- использование ⟨ъ⟩ и ⟨ь⟩ для выражения твёрдых и мягких согласных (Засядко предлагал выражать только мягкость и только с помощью диакритики)[28];➤

Необходимость же дальнейшего преобразования и совершенствования русского алфавита он обосновывал следующим образом: 

Замечательное развитие печати в наше время, развитие, которое, близкое будущее, по-видимому, может только усилить, более и более делает чувствительными, недостатки нашего письма, где особого внимания заслуживает, чрезмерная его растянутость, последствие излишнего числа письменных знаков, и оттого, напрасная трата времени, капитала и труда, и все другие затруднения, для издателей, писателей и типографий.Оригинальный текст (рус. дореф.)Замѣчательное развитіе печати въ наше время, развитіе, которое, близкое будущее, по-видимому, можетъ только усилить, болѣе и болѣе дѣлаетъ чувствительными, недостатки нашего письма, гдѣ особаго вниманія заслуживаетъ, чрезмѣрная его растянутость, послѣдствіе излишняго числа письменныхъ знаковъ, и оттого, напрасная трата времени, капитала и труда, и всѣ другія затрудненія, для издателей, писателей и типографій.

Засядко рассматривал привычность алфавита как главное препятствие на пути осуществления реформы письма:

<…> только привычка делает сносными недостатки нашего письма. <…> мы привыкаем с младенчества читать эти странные литеры, потому только мы можем без удивления смотреть на наши печатные страницы. <…> Но не лучше ли отказаться неё, хотя бы и с трудом, если дело того требует?
Оригинальный текст (рус. дореф.)<…> только привычка дѣлаетъ сносными, недостатки нашего письма. <…> мы привыкаемъ съ младенчества, читать этѣ странныя литеры, потому только мы можемъ, безъ удивленія, смотрѣть на наши печатныя страницы.  <…> Но не лучше-ли отказаться нея, хотя-бы и съ трудомъ, если дѣло того требуетъ?

В связи со всем вышеизложенным Засядко считал невозможным сохранение дореформенной азбуки и правописания и настаивал на проведении орфографической реформы. Проблемы русского правописания, по его мнению, можно было исправить лишь единственным изложенным в его книге способом, аналогичные проекты своих современников автор в своей работе не рассматривал.

## Методология
Несмотря на последовательную критику кириллицы (избыточность букв, сложность начертаний, несоответствие греческим оригиналам и т. д.), Засядко выступал против полного разрыва с тысячелетней письменной традицией в пользу латиницы. Автор стремился к компромиссу: вместо полного перехода на латиницу он предлагал гибридный алфавит, сочетающий элементы латинской и греческой графики. Его подход балансировал между традицией и инновациями, что отличало его от более радикальных проектов латинизации (например, от проектов Белинского и Кадинского). Его графической основой, как и у исходной кириллицы, оставался греческий алфавит, литеры которого были лишь стилизованы под латинские, хотя и в большей мере, чем в дореформенной русской азбуке. Это сходство отмечает и сам автор проекта, объясняя необходимость такой стилизации с точки зрения полиграфии:

<…> наш алфавит и латинский, имеют общее основание: алфавит греческий, которого наибольшее число литер сохранились и в том, и в другом, хотя изменились в некоторых случаях их произношение или употребление. Бо́льшая часть прописных литер и в греческом, и в латинском языке печатаются совершенно сходно. И если бы издатели греческих книг решились, наконец, изменить свой курсивный шрифт на печатный, т. е. решились издавать книги вместо печатных рукописей, что кажется давно пора сделать, то и греческая печать по необходимости приблизилась бы к латинской может быть даже более, чем измененная русская.
Оригинальный текст (рус. дореф.)<…> нашъ алфавитъ и латинскій, имѣютъ общее основаніе: алфавитъ греческій, котораго наибольшее число литеръ, сохранились и въ томъ, и въ другомъ, хотя измѣнились, въ нѣкоторыхъ случаяхъ, ихъ произношеніе, или употребленіе. Бо́льшая часть прописныхъ литеръ, и въ греческомъ, и въ латинскомъ языкѣ, печатаются совершенно-сходно. И если-бы издатели греческихъ книгъ рѣшились, наконецъ, измѣнить свой курсивный шрифтъ, на печатный, т. е. рѣшились издавать книги, вмѣсто печатныхъ рукописей, что кажется давно пора сдѣлать, то и греческая печать, по-необходимости, приблизилась-бы къ латинской, можетъ-быть даже болѣе, чѣмъ измѣненная, русская.

Автор предлагал реформировать русский алфавит следующим образом:
1. ввести две новые буквы: Hh (га) и Jj (йота)[36];
2. изменить правописание существующих букв[37];
3. исключить 15 букв, которые, по его мнению, являлись избыточными[38]:
  - гласные: Ии (иже), Ыы (еры), Ѣѣ (ять), Ээ (э оборотное), Юю и Яя;
  - «полугласные»: Ъъ (ер), Ьь (ерь) и Йй (и краткое);
  - согласные: Жж (живете), Цц (цы), Чч (червь), Шш (ша), Щщ (ща) и Ѳѳ (фита)[39].
4. ввести надстрочные знаки «твёрдого» (гравис) и «мягкого акцента» (запятая сверху)[комм. 3][40];
5. придать литерам очертания, свойственные латинскому шрифту[41].

Вышеописанные изменения подразумевали следующее:
- Ѣѣ исключить полностью: никакого специального аналога для неё не предусматривалось (в отличие от проектов Кадинского и Белинского), а на её месте во всех позициях предлагалось писать е без какой-либо диакритики[42];
- аналогичным образом во всех случаях вместо Ѳѳ писать Фф: Ѳёдоръ → Фo̓dop (у Кадинского в этих случаях использовался диграф ⟨fh⟩[43] — Fhédor)[44];
- Ээ в начале слова и после гласных заменять на Ee[44], а после согласных — на Èè (e с грависом);
- взамен Йй предлагалось ввести букву Jj (йота) для выражения звука /j/ во всех случаях[45];
- букву Ѵѵ (ижица) оставить для обозначения /v/ вместо /i/[46];
- дифференцировать в написании взрывной [ɡ] и фрикативный [ɣ] через буквы Gɡ (гэ) и Hh (га) соответственно: когда → kohda, гипербола → hinepbola, Гомер → Homep и т. д. (аналогичное решение предлагали Кадинский[47] и Белинский)[48];

## Алфавит
Представленный Засядко проект нового русского алфавита представлял собой комбинацию латинских и кириллических букв — аналогичный подход, но уже с преобладанием латиницы, использовался и в других проектах латинизации русского письма, в частности Белинского, Езерского, а также неизвестного автора брошюры «Опыт введения новых русских литер». 
Количество букв в новой азбуке можно было определять по-разному: сам автор насчитывал в ней 22 буквы, в то время как Грот, при разборе данного проекта, выделял уже 26 знаков, рассматривая Çç, Zh, Ch и Çh в качестве самостоятельных букв:
| Прописные буквы | Прописные буквы | Прописные буквы | Прописные буквы | Прописные буквы | Прописные буквы | Прописные буквы | Прописные буквы | Прописные буквы | Прописные буквы | Прописные буквы | Прописные буквы | Прописные буквы | Прописные буквы | Прописные буквы | Прописные буквы | Прописные буквы | Прописные буквы | Прописные буквы | Прописные буквы | Прописные буквы | Прописные буквы | Прописные буквы | Прописные буквы | Прописные буквы | Прописные буквы |
| --------------- | --------------- | --------------- | --------------- | --------------- | --------------- | --------------- | --------------- | --------------- | --------------- | --------------- | --------------- | --------------- | --------------- | --------------- | --------------- | --------------- | --------------- | --------------- | --------------- | --------------- | --------------- | --------------- | --------------- | --------------- | --------------- |
| A               | B               | V               | G               | D               | E               | H               | Z               | I               | J               | K               | Λ               | M               | N               | O               | П               | Р               | С               | T               | U               | Ф               | Х               | Ç               | Zh              | Ch              | Çh              |
| Строчные буквы  |                 |                 |                 |                 |                 |                 |                 |                 |                 |                 |                 |                 |                 |                 |                 |                 |                 |                 |                 |                 |                 |                 |                 |                 |                 |
| a               | b               | v               | ɡ               | d               | e               | h               | z               | i               | j               | k               | l               | m               | u               | o               | n               | p               | c               | t               | у               | φ               | х               | ç               | zh              | ch              | çh              |

Порядок букв в целом соответствовал таковому в греческом алфавите. В таблице ниже приведены соответствия между буквами русской дореформенной азбуки и греко-латиницы Засядко:
| Русский дореформенный алфавит | Русский дореформенный алфавит | Русский дореформенный алфавит | Русский дореформенный алфавит | Русский дореформенный алфавит | Русский дореформенный алфавит | Русский дореформенный алфавит | Русский дореформенный алфавит | Русский дореформенный алфавит | Русский дореформенный алфавит | Русский дореформенный алфавит | Русский дореформенный алфавит | Русский дореформенный алфавит | Русский дореформенный алфавит | Русский дореформенный алфавит | Русский дореформенный алфавит | Русский дореформенный алфавит | Русский дореформенный алфавит | Русский дореформенный алфавит | Русский дореформенный алфавит | Русский дореформенный алфавит | Русский дореформенный алфавит | Русский дореформенный алфавит | Русский дореформенный алфавит | Русский дореформенный алфавит | Русский дореформенный алфавит | Русский дореформенный алфавит | Русский дореформенный алфавит | Русский дореформенный алфавит | Русский дореформенный алфавит |
| ----------------------------- | ----------------------------- | ----------------------------- | ----------------------------- | ----------------------------- | ----------------------------- | ----------------------------- | ----------------------------- | ----------------------------- | ----------------------------- | ----------------------------- | ----------------------------- | ----------------------------- | ----------------------------- | ----------------------------- | ----------------------------- | ----------------------------- | ----------------------------- | ----------------------------- | ----------------------------- | ----------------------------- | ----------------------------- | ----------------------------- | ----------------------------- | ----------------------------- | ----------------------------- | ----------------------------- | ----------------------------- | ----------------------------- | ----------------------------- |
| А                             | Б                             | В                             | Г                             | Г                             | Д                             | Е                             | Ѣ                             | Э                             | Ж                             | З                             | И                             | І                             | Ѵ                             | К                             | Л                             | М                             | Н                             | О                             | П                             | Р                             | С                             | Т                             | У                             | Ф                             | Ѳ                             | Х                             | Ц                             | Ч                             | Ш                             |
| Проект нового алфавита        |                               |                               |                               |                               |                               |                               |                               |                               |                               |                               |                               |                               |                               |                               |                               |                               |                               |                               |                               |                               |                               |                               |                               |                               |                               |                               |                               |                               |                               |
| A                             | B                             | V                             | G                             | H                             | D                             | Е                             | Е                             | Е                             | Zh                            | Z                             | I, J                          | I, J                          | I, J                          | K                             | Λ                             | M                             | N                             | O                             | П                             | Р                             | C                             | T                             | U                             | Ф                             | Ф                             | X                             | Ç                             | Çh                            | Ch                            |

### Твёрдые и мягкие согласные
| Гласная   | Запятая   | Гравис    | Йотация     |
| --------- | --------- | --------- | ----------- |
| ⟨a⟩ — ⟨а⟩ | ⟨a̓⟩ — ⟨я⟩ | Нет       | ⟨ja⟩ — ⟨я⟩  |
| ⟨o⟩ — ⟨о⟩ | ⟨o̓⟩ — ⟨ё⟩ | Нет       | ⟨jo⟩ — ⟨ё⟩  |
| ⟨у⟩ — ⟨у⟩ | ⟨у̓⟩ — ⟨ю⟩ | Нет       | ⟨jу⟩ — ⟨ю⟩  |
| ⟨i⟩ — ⟨и⟩ | Нет       | ⟨ì⟩ — ⟨ы⟩ | ⟨ji⟩ — ⟨ьи⟩ |
| ⟨e⟩ — ⟨э⟩ | Нет       | ⟨è⟩ — ⟨э⟩ | ⟨je⟩ — ⟨е⟩  |

Знак «твёрдого ударения» (гравис) предполагалось ставить в следующих случаях:
1. над гласными ⟨e⟩ (э) и ⟨i⟩ (ы) после твёрдой согласной (в том числе и после твёрдых шипящих);
2. над согласными буквами только в следующих случаях:
  - над предлогами «в», «к», «c», когда они произносятся слитно с последующим словом;
  - над согласными, когда они читаются отдельно от ⟨h⟩;

Несмотря на упразднение букв ⟨ъ⟩ и ⟨ь⟩, их функции сохранялись на письме ввиду наличия или отсутствия запятой над предыдущей согласной: objom (объёмъ), pazov̓jot (разовьёт). В случае, когда предлог или приставка оканчивались на согласную ⟨c⟩ либо ⟨z⟩, а корень начинался с ⟨i⟩, например как в слове «безыменный», то гравис можно было ставить как над гласной так и над согласной, таким образом варианты «bezìmeuuoj» и «bez̀imeuuoj» считались равноправными.
Позиционная мягкость согласных выражалась знаком «мягкого ударения» (запятая сверху), который ставился:
1. над мягкими согласными в конце слога и в некоторых случаях перед ⟨j⟩;
2. над гласными ⟨a⟩, ⟨o⟩ и ⟨у⟩, когда они следуют за смягченной согласной, то есть: ⟨я⟩ → ⟨a̓⟩, ⟨ё⟩ → ⟨o̓⟩, ⟨ю⟩ → ⟨у̓⟩;

Над высокими буквами, например ⟨d⟩ и ⟨t⟩, запятая размещалась справа от буквы. Ранее аналогичное решение применялось в брошюре «Опыт введения новых русских литер». При этом буквы ⟨a̓, o̓, у̓⟩ могли возникать только после согласных, точно так же, как у Яковлева, где для тех же целей использовались буквы ⟨ä, ö, ü⟩ соответственно. Однако у Засядко эти буквы в алфавит не входили, хотя такая диакритика становилась по сути обязательной и сильно влияла на значение слова: mal (малъ) — ma̓l (мялъ), vol (вол) — vo̓l (вёль), lуk (лукъ) — lу̓k (люкъ) и т. д..

### Шипящие и аффрикаты

Логотип русскоязычной Википедии, записанный алфавитом Засядко.

Засядко стремился к тому, чтобы каждая буква нового алфавита выражала только одну фонему. Однако при этом, в отличие от Яковлева, его проект не запрещал использовать полиграфы для выражения шипящих: ⟨zh⟩ — [ж], ⟨ch⟩ — [ш], ⟨çh⟩ — [ч], ⟨cçh⟩ — [щ] (орфографически — ⟨сч⟩): chipota (широта), chopox (шорохъ), bepo̓ch (берешь), velich (велишь), veçhèpuij (вечерній), çhteuije (чтеніе), cçhacťje (счастье), cçhèdpocť (щедрость), nojуcçhij (поющій), zhizu̓ (жизнь), zhèptva (жертва) и т. д. После шипящих ⟨ъ⟩ и ⟨ь⟩ опускались: meçh (мечъ), lуçh (лучъ), nlacçh (плащъ), mìch (мышь), kamìch (камышъ), pozh (рожь), uozh (ножъ) и т. д.
Звук /ц/ предлагалось обозначать через ⟨ç⟩ (c с седилью), так же как и в проекте Кадинского. При этом полиграфы, как и буквы с диакритиками, в алфавит не входили. Вводился и своеобразный аналог диерезиса: в случаях, когда буквы ⟨c⟩ и ⟨z⟩ перед ⟨h⟩ не образуют диграф и читаются отдельно от последующей согласной (например, в церковнославянизмах), то над ⟨c⟩ и ⟨z⟩ предполагалось ставить знак грависа или запятой, в зависимости от произношения: C̀habcbуpgckim Domom (съ Габсбургскимъ Домомъ), z̀hadati (укр. згадати), iz̀hoj (изгой) и т. д.
После ⟨ç⟩ и шипящих перед ⟨e⟩ всегда ставился гравис: veçhèpuij (вечерній), cçhèdpocť (щедрость), zhèptva (жертва), çèlocť (цѣлость) и т. д.

## Орфография
В отличие от своих предшественников, в частности Кадинского и Белинского, проект Засядко не отметился большим числом орфографических новшеств. В целом автор стремился сохранить привычное для носителей языка написание слов. С упразднением отдельных букв, устранялись некоторые орфограммы, например написание ⟨ъ⟩ в конце слов. При этом сохранялись написания, вроде «жи-ши пиши через „и“»: chipota (широта), zhizu̓ (жизнь) и т. д. Тем не менее некоторые отличия от дореформенной орфографии всё же имелись:
- слитное написание предлогов с последующим словом[комм. 6]: v̀uo̓m (въ нёмъ), c̀uej (съ ней), k̓uemу (къ нему), V̀mockve (въ Москвѣ), но не с цифрой: v̀ XIV veke (въ XIѴ вѣкѣ), k̓ 15-omу duу̓ (къ 15-му дню) и т. д.[59];
- последовательное отражение фонем на письме, устранение некоторых «книжных» орфограмм: jevo (его), vojeuuoj (военный), çèlovať (цаловать) и т. д.[59];
- по вышеуказанной причине, как и в проекте Яковлева, не допускалась возможность замены ⟨ё⟩ на ⟨е⟩: jejo (ее), jozh (еж), ueco̓t (несетъ) и т. д.[60].

## Примеры
Ниже приведены образцы правописания по предлагаемой автором системе (в сравнении с дореформенной орфографией):
- ⟨я, ъя, ья⟩ → ⟨ja⟩: ja (я), jakop̓ (якорь), ctojauka (стоянка), npedjavleuije (предъявленіе), objaviť (объявить), pazjacuiť (разъяснить), liuija (линія), nep̓ja (перья), ctpуçhja (стручья) и т. д.;
- ⟨я⟩ после согл. → ⟨a̓⟩: Ala̓bjev (Алябьевъ), Nenpa̓vda (Непрядва), kla̓tva (клятва), nonуla̓puoj (популярный), tepa̓j (теряй), poua̓jet (роняетъ), da̓da̓ (дядя), xoza̓iu (хозяинъ), kua̓z̓ (князь), neua̓ (пеня), npedvapу̓ (предварю), npedvapa̓ja (предваряя) и т. д.;
- ⟨е, ъе, ье, ѣ, ъѣ, ьѣ⟩ → ⟨je⟩: jevo (его), jecť (есть), jexať (ѣхать), tepneu̓je (терпѣнье), imeuije (имѣніе), cjezd (съѣздъ), npijezd (пріѣздъ), nodjezd (подъѣздъ), vojeuuoj (военный) и т. д.;
- ⟨е, ѣ⟩ после согл.  → ⟨e⟩: tepeť (тереть), uecti (нести), vezti (везти), delo (дѣло), depevo (дерево) и т. д.;
- ⟨ьи⟩ → ⟨ji⟩: pуçhji (ручьи), laďji (ладьи), cem̓ji (семьи), colov̓ji (соловьи) и т. д.;
- ⟨ё, ъё, ьё⟩ → ⟨jo⟩: mojo (моё), nojot (поётъ), objom (объёмъ), npijom (пріёмъ), pazov̓jot (разовьётъ), kon̓jo (копьё), pуzhjo (ружьё), jozh (ёжъ), jolka (ёлка) и т. д.;
- ⟨ю⟩ → ⟨jу⟩: jуuocť (юность), jуg (югъ), mojу (мою), tvojу (твою), nojу (пою), cemjу[sic] (семью), laďjу (ладью) и т. д.;
- ⟨ё⟩ после согл. → ⟨o̓̓⟩: kouo̓m (конёмъ), cecto̓p (сестёръ), ido̓t (идётъ), ueco̓t (несётъ), do̓puуť (дёрнуть), lo̓hkij (лёгкій) и т. д.;
- ⟨ю⟩ после согл. → ⟨у̓̓⟩: Pу̓pik (Рюрикъ), Blу̓xep (Блюхеръ), Bpу̓cceľ (Брюссель), delу̓ (дѣлю), velу̓ (велю), lу̓bov̓ (любовь), molу̓ (молю), vcу̓ (всю), vcej (всей), vco̓ (всё) и т. д.;
- ⟨э⟩, ⟨е, ѣ⟩ в заимств. и после твёрд согл., ⟨а⟩ безуд. после ⟨ц⟩  → ⟨è⟩: ètot (этотъ), èxo (эхо), noèt (поэтъ), èlemèut[sic] (элементъ), bpozhèuije (броженіе), çèlocť (цѣлость), çèlovať (цаловать), naçièut (паціентъ), akçèut (акцентъ) и т. д.;
- ⟨і, й⟩ → ⟨j⟩: vojcko (войско), liuejka (линейка), kojma (койма), paj (рай), daj (дай), noj (пой), Jokoama  (Іокогама), majop (маіоръ) и т. д.;
- ⟨и⟩ → ⟨i⟩, ⟨ы⟩ → ⟨ì⟩: pazbiť (разбить), otbit (отбитъ), bìt (бытъ), pribìť (прибыть), npedìdуcçhij (предыдущій), bezìmeuuoj или bez̀imeuuoj (безыменный), obìck (обыскъ), moctì (мосты), mecti (мести) и т. д.;
- ⟨г⟩ → ⟨h⟩: Homèp (Гомеръ), Hinnokpat (Гиппократъ), Hollaud (Голландъ), Hèctiugc (Гестингсъ), hinèpbola (гипербола), но gazeta (газета) и т. д.

Статья 1 «Всеобщей декларации прав человека»:
| Современная орфография | Дореформенная орфография | Алфавит Засядко |
| --- | --- | --- |
| Все люди рождаются свободными и равными в своём достоинстве и правах. Они наделены разумом и совестью и должны поступать в отношении друг друга в духе братства. | Всѣ люди рождаются свободными и равными въ своёмъ достоинствѣ и правахъ. Они надѣлены разумомъ и совѣстью и должны поступать въ отношеніи другъ друга въ духѣ братства. | Vce lу̓di pozhdajуtca̓ cvoboduìmi i pavuìmi v̀cvojom doctoiuctve i npavax. Oui uadeleuì pazуmom i covecťjу i dolzhuì noctуnať v otuocheuii dpуɡ dpуga v̀dуxe bpatctva. |

## Сводная таблица
Условные обозначения
 Гласные
 Согласные
| Буква | Буква | Греческий аналог | Название | Название | Название  | Произношение | Произношение | Примеры                                                                 |
| Буква | Буква | Греческий аналог | Латиница | МФА      | Кириллица | МФА          | Кириллица    | Примеры                                                                 |
| ----- | ----- | ---------------- | -------- | -------- | --------- | ------------ | ------------ | ----------------------------------------------------------------------- |
|       | Aa    | Αα               | a        | [a]      | а         | /a/          | /а/          | ⟨a⟩ → ⟨а⟩, ⟨a̓⟩ → ⟨я⟩: Ala̓bjev (Алябьевъ).                               |
|       | Bb    | Ββ               | bè       | [bɛ]     | бэ        | /b/, /bʲ/    | /б/, /б’/    | ⟨b⟩ → ⟨б, бъ⟩: Bpу̓ccel̕ (Брюссель).                                      |
|       | Vv    | Υυ               | vè       | [vɛ]     | вэ        | /v/, /vʲ/    | /в/, /в’/    | ⟨v⟩ → ⟨в, въ⟩: vezti (везти); ⟨v̓⟩ → ⟨вь⟩: lу̓bov̓ (любовь).               |
|       | Gɡ    | Γγ               | gè       | [ɡɛ]     | гэ        | /ɡ/          | /г/          | ⟨ɡ⟩ → ⟨г, гъ⟩: ɡazeta (газета).                                         |
|       | Dd    | Δδ               | dè       | [dɛ]     | дэ        | /d/, /dʲ/    | /д/, /д’/    | ⟨d⟩ → ⟨д, дъ⟩: depevo (дерево); ⟨d̕⟩ → ⟨дь⟩.                             |
|       | Ee    | Εε               | è        | [ɛ]      | э         | /ɛ/          | /э/          | ⟨è⟩ → ⟨э, ѣ, е⟩: noèt (поэтъ), tepneu̓je (терпѣнье).                     |
|       | Hh    | Ηη               | ha       | [ɣa]     | га        | [ɣ]          | [ɣ]          | ⟨ɡ⟩ → ⟨г, гъ⟩: lo̓hkij (лёгкій), hinèpbola (гипербола).                  |
|       | Zz    | Ζζ               | zèta     | [zɛta]   | зэта      | /z/, /zʲ/    | /з/, /з’/    | ⟨z⟩ → ⟨з, зъ⟩; ⟨z̓⟩ → ⟨зь⟩: kua̓z̓ (князь).                                |
|       | Ii    | Ιι               | i        | [i]      | и         | /i/          | /и/          | ⟨i⟩ → ⟨и, і, ѵ⟩: mecti (мести); ⟨ì⟩ → ⟨ы⟩: moctì (мосты).               |
|       | Jj    | см. «Ii».        | jota     | [jota]   | йота      | /j/          | /й’/         | ⟨j⟩ → ⟨й, і⟩: noj (пой), Jokoama (Іокогама).                            |
|       | Kk    | Κκ               | ka       | [ka]     | ка        | /k/          | /к/          | ⟨k⟩ → ⟨к, къ⟩: kla̓tva (клятва).                                         |
|       | Λl    | Λλ               | èľ       | [ɛlʲ]    | эль       | /ɫ/, /lʲ/    | /л/, /л’/    | ⟨l⟩ → ⟨л, лъ⟩: liuija (линія); ⟨l̕⟩ → ⟨ль⟩: Bpу̓ccel̕ (Брюссель).          |
|       | Mm    | Μμ               | èm       | [ɛm]     | эмъ       | /m/, /mʲ/    | /м/, /м’/    | ⟨m⟩ → ⟨м, мъ⟩: moctì (мосты), npijom (пріёмъ); ⟨m̓⟩ → ⟨мь⟩.              |
|       | Nu    | Νν               | èu       | [ɛn]     | энъ       | /n/, /nʲ/    | /н/, /н’/    | ⟨u⟩ → ⟨н, нъ⟩: uecti (нести); ⟨u̓⟩ → ⟨нь⟩: zhizu̓ (жизнь).                |
|       | Oo    | Οο               | o        | [o]      | о         | /o/          | /о/          | objom (объёмъ); ⟨o̓⟩ → ⟨ё⟩: vco̓ (всё).                                   |
|       | Пn    | Ππ               | nè       | [pɛ]     | пэ        | /p/, /pʲ/    | /п/, /п’/    | ⟨n⟩ → ⟨п, пъ⟩: nep̓ja (перья); ⟨n̓⟩ → ⟨пь⟩: kon̓jo (копьё).                |
|       | Рр    | Ρρ               | èр       | [er]     | эръ       | /r/, /rʲ/    | /р/, /р’/    | ⟨p⟩ → ⟨р, ръ⟩: pуçhji (ручьи); ⟨p̓⟩ → ⟨рь⟩: jakop̓ (якорь).               |
|       | Сс    | Σσ               | èс       | [ɛs]     | эсъ       | /s, /sʲ/     | /с/, /с’/    | ⟨c⟩ → ⟨с, съ⟩: ctpуçhja (стручья); ⟨c̓⟩ → ⟨сь⟩.                          |
|       | Tt    | Ττ               | tè       | [tɛ]     | тэ        | /t/, /tʲ/    | /т/, /т’/    | ⟨t⟩ → ⟨т, тъ⟩, ⟨t̕⟩ → ⟨ть⟩: tepet̕ (тереть).                              |
|       | Uу    | см. «Vv».        | у        | [u]      | у         | /u/          | /у/          | nonуla̓puoj (популярный); ⟨у̓⟩ → ⟨ю⟩: vcю (всю).                          |
|       | Фφ    | Φφ               | èφ       | [ɛf]     | эфъ       | /f/, /fʲ/    | /ф/, /ф’/    | ⟨f⟩ → ⟨ф, фъ, ѳ, ѳъ⟩, ⟨f̕⟩ → ⟨фь, ѳь⟩.                                   |
|       | Хх    | Χχ               | xa       | [xa]     | ха        | /x/          | /х/          | ⟨x⟩ → ⟨х, хъ⟩: xoza̓iu (хозяинъ).                                        |
|       | Çç    | н/д              | н/д      | н/д      | н/д       | /t͡s/         | /ц/          | ⟨ç⟩ → ⟨ц, цъ⟩: çèlocť (цѣлость).                                        |
|       | Zh zh | н/д              | н/д      | н/д      | н/д       | /ʐ/          | /ж/          | ⟨zh⟩ → ⟨ж, жъ, жь⟩: zhizu̓ (жизнь), uozh (ножъ), pozh (рожь).            |
|       | Ch ch | н/д              | н/д      | н/д      | н/д       | /ʂ/          | /ш/          | ⟨ch⟩ → ⟨ш, шъ, шь⟩: chipota (широта), kamìch (камышъ), bepo̓ch (берешь). |
|       | Çh çh | н/д              | н/д      | н/д      | н/д       | /t͡ɕ/         | /ч’/         | ⟨çh⟩ → ⟨ч, чъ, чь⟩: çhteuije (чтеніе), lуçh (лучъ).                     |

1. ↑  Соответствует кириллической «Гг» за исключением тех случаев, где оно читается как фрикативное.
2. ↑  Начертание строчной латинской «g» (g с петелькой) Засядко находил неэстетичным и взамен предлагал аналогичный знак из немецкой типографики (похожий на рукописную g или g с хвостиком)[62].
3. 1 2 3 4  Соответствующие примеры в тексте отсутствуют, начертание приводится на основе предложенной автором системы.
4. 1 2  Соответствует кириллической «Гг», где оно читается как фрикативное (как в современном украинском).
5. 1 2 3  Заимствована из кириллицы без измененний.
6. 1 2 3 4  Диграфы Çç, Zh, Ch и Çh по замыслу автора не должны были входить в алфавит, но тем не менее функционровали в качестве самостоятельных букв.

## Критика

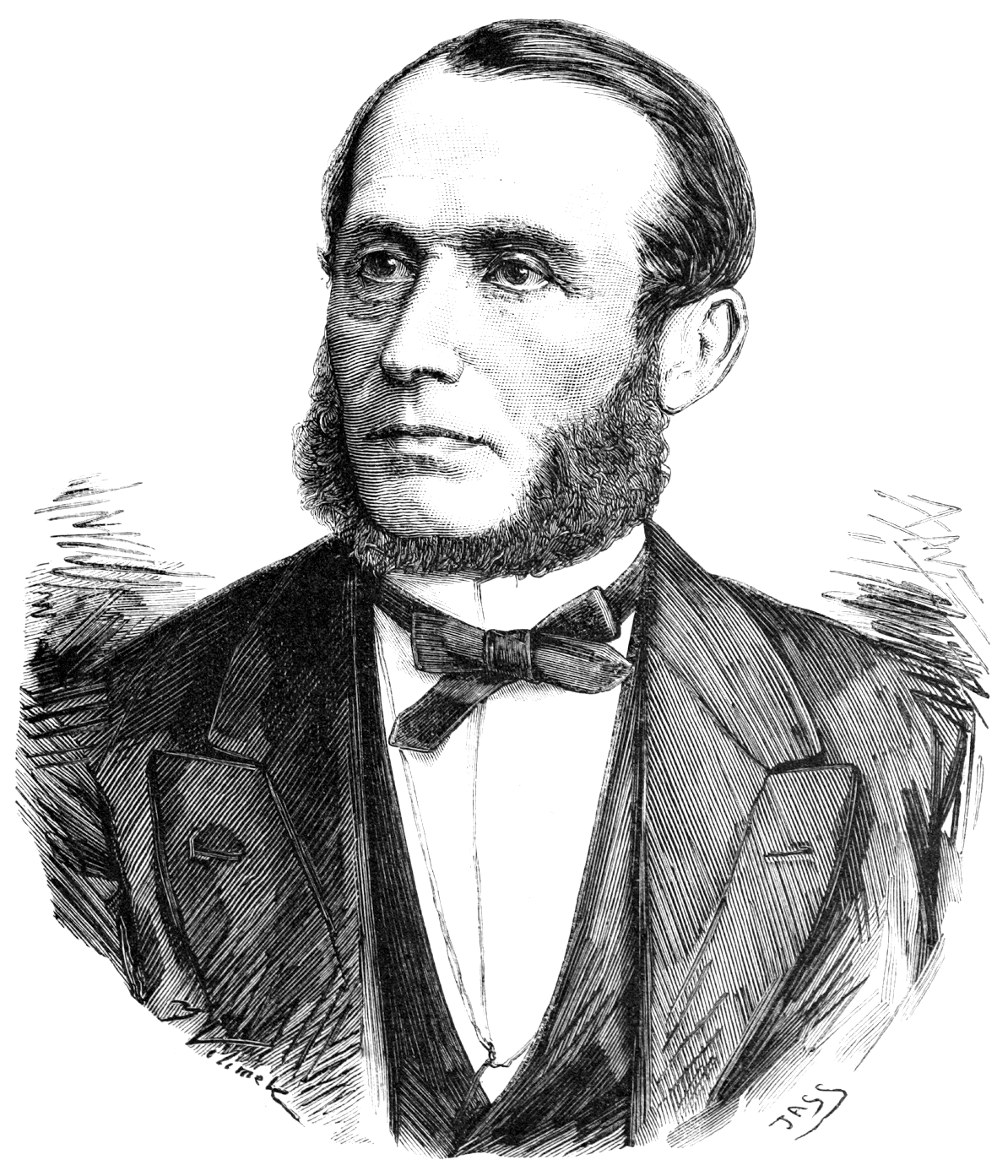
Я. К. Грот.

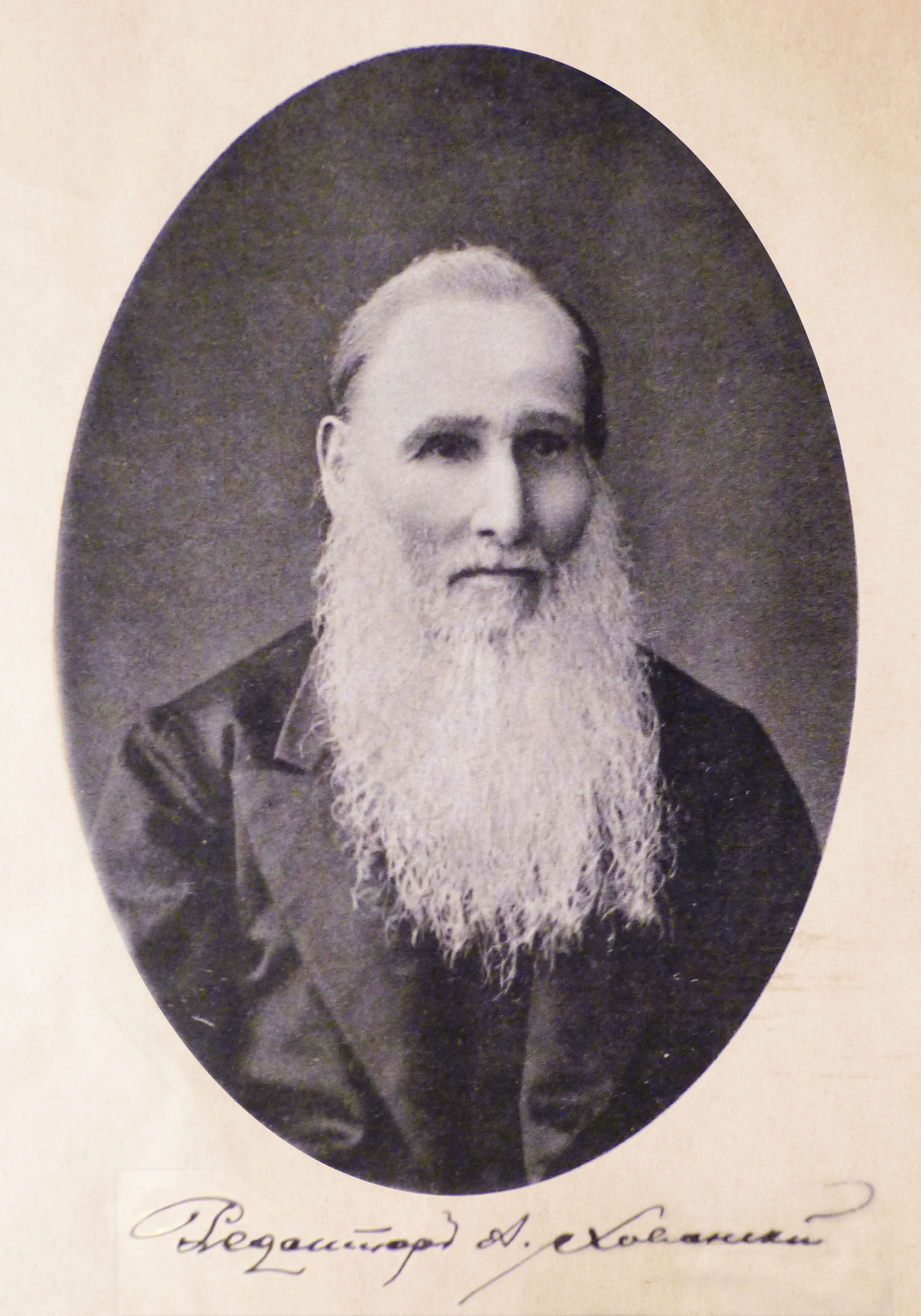
А. А. Хованский.

Взгляды Николая Засядко, равно как и его проект новой русской азбуки, в целом не нашли понимания со стороны его современников. В частности, выход его монографии был отмечен редакцией литературного журнала «Отечественные записки», где в том же 1871 году была опубликована критическая заметка. В ней рецензент счёл несущественным сам вопрос об упразднении буквы «ять», ставя автора в один ряд его предшественниками: с К. М. Кадинским, И. И. Паульсоном и «другими ревнителями русского алфавита». Рецензент критически оценивал подход автора при анализе внутренней структуры русского алфавита, назвав предложение исключить из него более трети букв «радикальным опустошением»:

Буква за буквой разбирает г. Засядко и поносит их с такой язвительностью, как будто бы они нанесли ему какое-нибудь личное, нестерпимое оскорбление.
Оригинальный текст (рус. дореф.)Буква за буквой разбираетъ г. Засядко и поноситъ ихъ съ такою язвительностью, какъ будто бы онѣ нанесли ему какое-нибудь личное, нестерпимое оскорбленіе.

В заключении рецензент саркастически высказался о проекте Засядко:

Мы пришли в такой восторг от этой тарабарской грамоты, что от всей души желали бы не видеть дальнейших филологических изысканий г. Засядко напечатанными другим шрифтом…
Оригинальный текст (рус. дореф.)Мы пришли въ такой восторгъ отъ этой тарабарской грамоты, что отъ всей души желали бы не видѣть дальнѣйшихъ филологическихъ изысканій г. 
Засядки напечатанными другимъ шрифтомъ…

Спустя два года после публикации критическую оценку данному проекту дал российский филолог и академик Я. К. Грот в своей работе «Спорные вопросы русского правописания от Петра Великого доныне». Он находил во многом спорными доводы Засядко и в целом негативно высказался об идее перевода русской письменности на латинский алфавит и дал ответ тем, кто находит русскую азбуку безобразной, а русское письмо — неграциозным и неловким отродьем щеголеватого письма греков.
А. А. Хованский в журнале «Филологические записки» также критически отозвался о предложении Засядко, отметив что автор:

<…> скорее хочет испестрить, нежели изукрасить наш шрифт. <…> Как не сказать на такую диковинку: какая смесь племен, народов и одежд!
Оригинальный текст (рус. дореф.)<…> скорѣе хочетъ испестрить, нежели изукрасить нашъ шрифтъ. <…> Какъ не сказать на такую диковинку: какая смѣсь племенъ, народовъ и одеждъ! 

Предложенный Засядко проект преобразования русской азбуки так и не был осуществлён в том виде, в каком его задумывал автор. Тем не менее его труд стимулировал дискуссию о целесообразности приведения орфографической реформы. В дальнейшем некоторые его из предложений Засядко по части правописания (например, отказ от «ятя» и конечного ера) частично пересекались с орфографической реформой 1918 года, однако предложенный автором проект русской азбуки так и не был принят. В настоящее время проект Засядко представляет лишь исторический интерес и зачастую рассматривается языковедами как попытка частичной латинизации русской письменности.
Тем не менее идея сблизить начертания русских литер с латиницей высказывалась как до, так и после Засядко. Попытки сблизить кириллицу с латиницей продолжались в XX веке, но лишь в современной болгарской типографике это привело к систематическим изменениям, в то время как для собственно русскоязычных изданий такой шрифт не получил широкого распространения.

## Комментарии
1. ↑  В некоторых источниках упоминается другой вариант написания — «Засядько».
2. ↑  Буква ё в этом контексте не упоминается.
3. ↑  Засядко называет этот знак «апострофом».
4. ↑  В первоисточнике — «zhadati» (без грависа над z), что, очевидно, является опечаткой.
5. ↑  Смысл данной орфограммы никак не объясняется. При этом сам Засядко указывает, что устанавливать знак грависа над каждой твёрдой согласной необходимости нет[51]. И, тем не менее, такое написание последовательно используется в приведённых в конце книги примерах, хотя на момент публикации монографии в XIX веке звуки [ж], [ш], [ч], [щ], [ц] в русском языке уже не различались по твёрдости и мягкости.
6. ↑  В первоисточнике в примерах знак грависа располагается слева от буквы.
7. ↑  В приведённых примерах имеются некоторые отличия от первоисточника: в частности, проставлены точки над «ё», а знак грависа расположен непосредственно над согласным, как того требуют изложенные автором проекта правила (в оригинальном издании он расположен слева от буквы, вероятно, по причине отсутствия необходимых литер в наборных кассах).